# Oh Ro-ra gongju
Oh Ro-ra gongju (hangeul: 오로라 공주, lett. La principessa Oh Ro-ra; titolo internazionale Princess Aurora) è un serial televisivo sudcoreano trasmesso su MBC dal 20 maggio al 20 dicembre 2013.

## Trama
Oh Ro-ra ha 25 anni ed è la figlia dei proprietari della Chunwang Foods, una grande catena alimentare. Entrambi i suoi genitori sono settantenni, e la ragazza ha almeno vent'anni meno dei fratelli Wang-sung, Geum-sung e Soo-sung. Affascinante, sicura di sé e all'apparenza viziatissima, un giorno Ro-ra si innamora di Hwang Ma-ma, uno scrittore irritabile e perfezionista.

## Personaggi
- Oh Ro-ra, interpretata da Jeon So-min.
- Hwang Ma-ma, interpretato da Oh Chang-seok.
- Oh Wang-sung, interpretato da Park Yeong-gyu.
- Oh Geum-sung, interpretato da Son Chang-min.
- Oh Soo-sung, interpretato da Oh Dae-gyu.
- Oh Dae-san, interpretato da Byun Hee-bong.
- Sa Im-dang, interpretata da Seo Woo-rim.
- Jang Yun-shil, interpretata da Lee Sang-sook.
- Lee Kang-sook, interpretata da Lee Ah-hyun.
- Kim Sun-mi, interpretata da Lee Hyun-kyung.
- Hwang Shi-mong, interpretata da Kim Bo-yeon.
- Hwang Mi-mong, interpretata da Park Hae-mi.
- Hwang Ja-mong, interpretata da Kim Hye-eun.
- Wang Yeo-ok, interpretata da Im Ye-jin.
- Park Sa-gong, interpretato da Kim Jung-do.
- Park Ji-young, interpretata da Jung Joo-yeon.
- Park Joo-ri, interpretata da Shin Joo-ah.
- Han Soo-da, interpretata da Jung Yeon-joo.
- Yoon Hae-gi, interpretato da Kim Se-min.
- Manager a Versailles, interpretata da Lee Seung-ha.
- Natasha, interpretata da Song Won-geun.
- Noh Da-ji, interpretata da Baek Ok-dam.
- Seol Seol-hee, interpretato da Seo Ha-joon.

## Controversie
Durante la trasmissione, Oh Ro-ra gongju è stato spesso motivo di interesse da parte delle testate di intrattenimento sia a causa delle dinamiche sopra le righe (makjang in coreano), sia per alcuni problemi di produzione.
Nell'episodio 39, i personaggi Oh Geum-sung e Oh Soo-sung (fratelli maggiori della protagonista) partono improvvisamente per gli Stati Uniti per andare a trovare le mogli, venendo così esclusi dalla serie. Gli attori che li interpretano, Son Chang-min e Oh Dae-gyu, si lamentarono con la rete per non essere stati informati in anticipo di questo sviluppo: lo scoprirono insieme allo staff solo quando ricevettero la sceneggiatura prima di girare le scene. Fu una scelta della scrittrice Im Sung-han, a cui gli attori avevano in precedenza espresso i loro dubbi sulla direzione presa dalla storia. La stampa coreana utilizzò il termine "cast kill" ("uccidere il cast") per riferirsi alla tendenza di Im (già riscontrata in suoi precedenti drama come Haneur-isi-yeo, Bosuk bibimpap e Sin gisaeng dyeon) di eliminare improvvisamente dei personaggi. Gli attori licenziati furono comunque pagati come se avessero partecipato all'intera serie, secondo quanto previsto dal contratto. Im fu invece criticata per mancanza di professionalità, poiché gli attori avevano firmato per il drama, rifiutandone altri, aspettandosi ruoli più importanti.
Con il prosieguo della serie, Im rimosse altri attori (più di dodici in totale), il che peggiorò l'atmosfera sul set e l'immagine della serie. I telespettatori soprannominarono il drama "il Death Note di Im Sung-han", culminante con la morte del protagonista maschile Hwang Ma-ma (Oh Chang-seok). L'insoddisfazione nei confronti di Im aumentò quando si seppe che una delle attrici, Baek Ok-dam, era sua nipote: gli internauti la accusarono di nepotismo dopo che il ruolo di Baek fu ampliato in seguito all'uscita degli altri personaggi.
Oh Ro-ra gongju ricevette anche avvertimenti dalla Korea Communications Standards Commissions per "numerose dinamiche immorali e linguaggio rozzo" che violavano i suoi standard, e fu sanzionata per materiale inadatto al pubblico più giovane, siccome la serie veniva trasmessa nella fascia preserale.
Mentre i dati degli ascolti continuavano a salire, vennero ordinati altri 30 episodi, per un totale di 150. Tuttavia, Im chiese di portare la durata a 200 per permetterle di rimpolpare la storia. Definendo la serie "un insulto all'intelligenza degli spettatori", fu creata una petizione per protestare contro l'estensione del drama e chiedere il licenziamento di Im. L'obiettivo era di raggiungere 1.000 firme, ma si arrivò a più di 20.000 quando trapelò che Im veniva pagata 30 milioni di won per episodio. La MBC decise alla fine di fermarsi a 150 episodi e di tenere Im, chiedendole però di riscrivere gli ultimi due episodi. L'11 dicembre 2013, Im pubblicò un messaggio sul sito della serie, ringraziando gli internauti e i giornalisti per la loro costanza nel riportare i suoi errori, ed esprimendo la speranza che continuassero anche in futuro.

## Ascolti
| Episodio | Data di trasmissione | Dati TNSM           | Dati TNSM                  | Dati AGB            | Dati AGB                   |
| Episodio | Data di trasmissione | A livello nazionale | Area metropolitana di Seul | A livello nazionale | Area metropolitana di Seul |
| -------- | -------------------- | ------------------- | -------------------------- | ------------------- | -------------------------- |
| 1        | 20 maggio 2013       | 10,1%               | 11,4%                      | 11,0%               | 11,9%                      |
| 2        | 21 maggio 2013       | 9,2%                | 10,5%                      | 9,2%                | 10,0%                      |
| 3        | 22 maggio 2013       | 9,9%                | 11,5%                      | 10,2%               | 11,6%                      |
| 4        | 23 maggio 2013       | 8,7%                | 9,9%                       | 9,7%                | 10,8%                      |
| 5        | 24 maggio 2013       | 8,1%                | 9,3%                       | 8,0%                | 8,9%                       |
| 6        | 27 maggio 2013       | 10,2%               | 11,0%                      | 11,1%               | 11,8%                      |
| 7        | 28 maggio 2013       | 9,8%                | 10,8%                      | 10,6%               | 11,9%                      |
| 8        | 29 maggio 2013       | 9,6%                | 11,2%                      | 10,1%               | 11,2%                      |
| 9        | 30 maggio 2013       | 8,5%                | 9,7%                       | 8,8%                | 8,8%                       |
| 10       | 31 maggio 2013       | 9,0%                | 10,3%                      | 8,9%                | 9,2%                       |
| 11       | 3 giugno 2013        | 9,3%                | 10,3%                      | 8,9%                | 10,3%                      |
| 12       | 4 giugno 2013        | 8,4%                | 9,6%                       | 8,8%                | 9,4%                       |
| 13       | 5 giugno 2013        | 8,8%                | 10,2%                      | 8,8%                | 9,2%                       |
| 14       | 6 giugno 2013        | 8,5%                | 10,1%                      | 9,7%                | 10,7%                      |
| 15       | giugno 2013          | 7,8%                | 9,2%                       | 8,4%                | 8,8%                       |
| 16       | giugno 2013          | 8,5%                | 9,6%                       | 9,1%                | 9,4%                       |
| 17       | giugno 2013          | 10,3%               | 12,1%                      | 9,7%                | 10,2%                      |
| 18       | giugno 2013          | 9,9%                | 11,1%                      | 9,1%                | 9,4%                       |
| 19       | 13 giugno 2013       | 8,9%                | 9,8%                       | 8,8%                | 8,6%                       |
| 20       | 14 giugno 2013       | 9,4%                | 10,1%                      | 9,8%                | 9,9%                       |
| 21       | 17 giugno 2013       | 9,7%                | 10,7%                      | 11,0%               | 12,3%                      |
| 22       | 18 giugno 2013       | 10,7%               | 11,8%                      | 11,5%               | 12,8%                      |
| 23       | 19 giugno 2013       | 9,6%                | 11,1%                      | 10,2%               | 10,9%                      |
| 24       | 20 giugno 2013       | 9,5%                | 10,2%                      | 9,0%                | 9,6%                       |
| 25       | 21 giugno 2013       | 9,9%                | 11,4%                      | 10,6%               | 10,7%                      |
| 26       | 24 giugno 2013       | 10,3%               | 11,1%                      | 11,2%               | 11,6%                      |
| 27       | 25 giugno 2013       | 10,2%               | 11,0%                      | 12,4%               | 13,3%                      |
| 28       | 26 giugno 2013       | 9,7%                | 10,9%                      | 11,2%               | 12,4%                      |
| 29       | 28 giugno 2013       | 10,4%               | 11,6%                      | 11,5%               | 12,9%                      |
| 30       | 1 luglio 2013        | 10,2%               | 12,3%                      | 10,7%               | 11,3%                      |
| 31       | 2 luglio 2013        | 12,2%               | 14,1%                      | 13,8%               | 14,9%                      |
| 32       | 3 luglio 2013        | 10,3%               | 11,4%                      | 10,6%               | 11,3%                      |
| 33       | 4 luglio 2013        | 12,3%               | 13,3%                      | 13,3%               | 13,9%                      |
| 34       | 5 luglio 2013        | 11,6%               | 12,5%                      | 11,7%               | 11,7%                      |
| 35       | luglio 2013          | 11,7%               | 13,2%                      | 13,8%               | 15,8%                      |
| 36       | luglio 2013          | 10,6%               | 12,7%                      | 12,3%               | 13,7%                      |
| 37       | luglio 2013          | 10,9%               | 13,0%                      | 12,3%               | 13,3%                      |
| 38       | luglio 2013          | 12,9%               | 13,8%                      | 13,3%               | 14,4%                      |
| 39       | luglio 2013          | 12,9%               | 14,7%                      | 13,9%               | 14,7%                      |
| 40       | 15 luglio 2013       | 12,8%               | 15,5%                      | 13,0%               | 14,4%                      |
| 41       | 16 luglio 2013       | 11,4%               | 14,1%                      | 12,0%               | 12,5%                      |
| 42       | 17 luglio 2013       | 11,4%               | 13,7%                      | 13,0%               | 14,4%                      |
| 43       | 18 luglio 2013       | 11,6%               | 12,5%                      | 12,2%               | 12,7%                      |
| 44       | 19 luglio 2013       | 11,5%               | 13,2%                      | 12,0%               | 12,6%                      |
| 45       | 22 luglio 2013       | 12,5%               | 15,4%                      | 12,3%               | 12,7%                      |
| 46       | 23 luglio 2013       | 12,5%               | 14,6%                      | 12,7%               | 13,4%                      |
| 47       | 24 luglio 2013       | 11,8%               | 12,7%                      | 12,6%               | 13,4%                      |
| 48       | 25 luglio 2013       | 12,1%               | 12,7%                      | 11,9%               | 12,6%                      |
| 49       | 26 luglio 2013       | 13,0%               | 14,5%                      | 11,3%               | 11,5%                      |
| 50       | 29 luglio 2013       | 12,0%               | 14,0%                      | 12,1%               | 13,0%                      |
| 51       | 30 luglio 2013       | 12,4%               | 14,2%                      | 12,2%               | 12,3%                      |
| 52       | 31 luglio 2013       | 13,0%               | 15,7%                      | 12,1%               | 13,0%                      |
| 53       | 1 agosto 2013        | 12,4%               | 13,7%                      | 12,0%               | 12,6%                      |
| 54       | 2 agosto 2013        | 12,3%               | 15,1%                      | 11,5%               | 12,2%                      |
| 55       | 5 agosto 2013        | 13,3%               | 15,7%                      | 12,0%               | 12,3%                      |
| 56       | 6 agosto 2013        | 13,3%               | 15,9%                      | 12,7%               | 13,1%                      |
| 57       | 7 agosto 2013        | 11,9%               | 14,2%                      | 11,5%               | 12,4%                      |
| 58       | 8 agosto 2013        | 12,9%               | 14,9%                      | 11,1%               | 11,6%                      |
| 59       | 9 agosto 2013        | 13,9%               | 16,3%                      | 13,2%               | 14,1%                      |
| 60       | 12 agosto 2013       | 12,4%               | 14,3%                      | 11,3%               | 11,9%                      |
| 61       | 13 agosto 2013       | 12,1%               | 13,6%                      | 11,4%               | 11,8%                      |
| 62       | 14 agosto 2013       | 11,8%               | 14,3%                      | 11,2%               | 11,1%                      |
| 63       | 15 agosto 2013       | 13,0%               | 14,7%                      | 12,0%               | 12,2%                      |
| 64       | 16 agosto 2013       | 14,4%               | 15,8%                      | 12,1%               | 12,8%                      |
| 65       | 19 agosto 2013       | 11,6%               | 12,4%                      | 13,4%               | 14,3%                      |
| 66       | 20 agosto 2013       | 12,0%               | 13,4%                      | 12,7%               | 13,5%                      |
| 67       | 21 agosto 2013       | 13,7%               | 16,0%                      | 13,0%               | 13,8%                      |
| 68       | 22 agosto 2013       | 14,3%               | 15,6%                      | 12,8%               | 12,8%                      |
| 69       | 23 agosto 2013       | 13,2%               | 14,5%                      | 13,5%               | 13,6%                      |
| 70       | 26 agosto 2013       | 15,3%               | 17,3%                      | 13,4%               | 14,4%                      |
| 71       | 27 agosto 2013       | 14,0%               | 15,9%                      | 13,8%               | 14,6%                      |
| 72       | 28 agosto 2013       | 15,1%               | 16,6%                      | 13,3%               | 13,6%                      |
| 73       | 29 agosto 2013       | 14,8%               | 17,0%                      | 15,4%               | 16,4%                      |
| 74       | 30 agosto 2013       | 14,4%               | 15,6%                      | 13,2%               | 13,7%                      |
| 75       | 2 settembre 2013     | 14,3%               | 15,3%                      | 14,2%               | 15,0%                      |
| 76       | 3 settembre 2013     | 13,7%               | 15,7%                      | 13,9%               | 14,6%                      |
| 77       | 4 settembre 2013     | 14,7%               | 17,7%                      | 13,7%               | 15,0%                      |
| 78       | 5 settembre 2013     | 15,5%               | 17,2%                      | 14,2%               | 15,0%                      |
| 79       | 6 settembre 2013     | 17,8%               | 18,7%                      | 16,5%               | 17,4%                      |
| 80       | 9 settembre 2013     | 15,8%               | 18,0%                      | 15,1%               | 16,0%                      |
| 81       | 10 settembre 2013    | 15,2%               | 17,4%                      | 15,7%               | 17,1%                      |
| 82       | 11 settembre 2013    | 14,4%               | 15,3%                      | 14,6%               | 15,9%                      |
| 83       | 12 settembre 2013    | 14,5%               | 15,7%                      | 13,8%               | 13,8%                      |
| 84       | 13 settembre 2013    | 14,0%               | 15,7%                      | 14,3%               | 15,4%                      |
| 85       | 16 settembre 2013    | 14,7%               | 16,6%                      | 13,0%               | 12,8%                      |
| 86       | 17 settembre 2013    | 13,6%               | 14,8%                      | 12,8%               | 13,4%                      |
| 87       | 18 settembre 2013    | 12,1%               | 13,2%                      | 11,2%               | 11,2%                      |
| 88       | 19 settembre 2013    | 12,4%               | 13,7%                      | 11,2%               | 11,7%                      |
| 89       | 20 settembre 2013    | 15,0%               | 15,4%                      | 12,7%               | 13,5%                      |
| 90       | 23 settembre 2013    | 15,4%               | 16,6%                      | 13,5%               | 13,4%                      |
| 91       | 24 settembre 2013    | 14,5%               | 15,1%                      | 13,2%               | 13,5%                      |
| 92       | 25 settembre 2013    | 14,2%               | 15,3%                      | 13,4%               | 13,8%                      |
| 93       | 26 settembre 2013    | 15,1%               | 17,7%                      | 12,2%               | 12,4%                      |
| 94       | 27 settembre 2013    | 18,1%               | 20,8%                      | 16,9%               | 18,1%                      |
| 95       | 30 settembre 2013    | 14,2%               | 16,4%                      | 15,2%               | 16,3%                      |
| 96       | 1 ottobre 2013       | 15,5%               | 17,4%                      | 13,9%               | 14,7%                      |
| 97       | 2 ottobre 2013       | 15,9%               | 17,9%                      | 13,3%               | 14,3%                      |
| 98       | 3 ottobre 2013       | 14,3%               | 16,6%                      | 13,1%               | 13,7%                      |
| 99       | 4 ottobre 2013       | 15,0%               | 17,1%                      | 13,5%               | 14,1%                      |
| 100      | 7 ottobre 2013       | 13,1%               | 15,1%                      | 13,8%               | 14,5%                      |
| 101      | 8 ottobre 2013       | 15,5%               | 17,9%                      | 14,8%               | 15,5%                      |
| 102      | 9 ottobre 2013       | 14,5%               | 16,2%                      | 14,8%               | 16,1%                      |
| 103      | 10 ottobre 2013      | 13,9%               | 15,5%                      | 13,4%               | 13,4%                      |
| 104      | 11 ottobre 2013      | 14,3%               | 15,6%                      | 13,2%               | 13,8%                      |
| 105      | 15 ottobre 2013      | 16,9%               | 18,7%                      | 15,3%               | 15,6%                      |
| 106      | 17 ottobre 2013      | 14,5%               | 16,1%                      | 13,5%               | 14,3%                      |
| 107      | 21 ottobre 2013      | 13,7%               | 15,6%                      | 13,9%               | 14,2%                      |
| 108      | 22 ottobre 2013      | 13,8%               | 15,2%                      | 12,8%               | 13,1%                      |
| 109      | 23 ottobre 2013      | 14,2%               | 14,8%                      | 14,5%               | 15,2%                      |
| 110      | 24 ottobre 2013      | 14,6%               | 15,1%                      | 14,1%               | 14,4%                      |
| 111      | 25 ottobre 2013      | 15,5%               | 16,4%                      | 16,4%               | 17,1%                      |
| 112      | 28 ottobre 2013      | 15,0%               | 16,5%                      | 14,6%               | 14,6%                      |
| 113      | 29 ottobre 2013      | 15,6%               | 16,5%                      | 15,8%               | 16,3%                      |
| 114      | 30 ottobre 2013      | 14,0%               | 15,2%                      | 14,7%               | 15,4%                      |
| 115      | 1 novembre 2013      | 14,5%               | 15,7%                      | 14,7%               | 15,3%                      |
| 116      | 4 novembre 2013      | 14,9%               | 16,2%                      | 14,7%               | 15,4%                      |
| 117      | 5 novembre 2013      | 15,2%               | 16,7%                      | 15,2%               | 15,8%                      |
| 118      | 6 novembre 2013      | 14,4%               | 15,4%                      | 15,8%               | 16,8%                      |
| 119      | 7 novembre 2013      | 16,3%               | 17,3%                      | 15,6%               | 15,6%                      |
| 120      | 8 novembre 2013      | 15,6%               | 16,3%                      | 16,3%               | 16,9%                      |
| 121      | 11 novembre 2013     | 16,6%               | 18,2%                      | 16,2%               | 16,8%                      |
| 122      | 12 novembre 2013     | 16,6%               | 18,6%                      | 17,2%               | 17,7%                      |
| 123      | 13 novembre 2013     | 15,4%               | 16,5%                      | 17,1%               | 18,1%                      |
| 124      | 14 novembre 2013     | 16,9%               | 18,5%                      | 16,5%               | 16,9%                      |
| 125      | 15 novembre 2013     | 15,7%               | 16,9%                      | 17,4%               | 17,5%                      |
| 126      | 18 novembre 2013     | 16,9%               | 18,9%                      | 16,9%               | 16,6%                      |
| 127      | 19 novembre 2013     | 19,2%               | 22,0%                      | 17,1%               | 17,9%                      |
| 128      | 20 novembre 2013     | 17,4%               | 17,7%                      | 17,4%               | 17,4%                      |
| 129      | 21 novembre 2013     | 17,6%               | 19,8%                      | 16,9%               | 17,0%                      |
| 130      | 22 novembre 2013     | 18,1%               | 20,0%                      | 17,4%               | 18,0%                      |
| 131      | 25 novembre 2013     | 17,9%               | 19,5%                      | 18,2%               | 18,8%                      |
| 132      | 26 novembre 2013     | 17,4%               | 19,8%                      | 17,7%               | 18,1%                      |
| 133      | 27 novembre 2013     | 19,4%               | 21,3%                      | 17,7%               | 18,2%                      |
| 134      | 28 novembre 2013     | 19,8%               | 20,8%                      | 18,1%               | 18,1%                      |
| 135      | 29 novembre 2013     | 19,1%               | 20,7%                      | 17,5%               | 18,3%                      |
| 136      | 2 dicembre 2013      | 21,5%               | 23,0%                      | 19,5%               | 20,0%                      |
| 137      | 3 dicembre 2013      | 21,0%               | 23,1%                      | 20,0%               | 20,2%                      |
| 138      | 4 dicembre 2013      | 20,7%               | 22,6%                      | 19,5%               | 20,4%                      |
| 139      | 5 dicembre 2013      | 20,2%               | 21,9%                      | 18,3%               | 19,0%                      |
| 140      | 6 dicembre 2013      | 19,7%               | 21,6%                      | 19,0%               | 20,3%                      |
| 141      | 9 dicembre 2013      | 19,7%               | 21,8%                      | 19,1%               | 19,6%                      |
| 142      | 10 dicembre 2013     | 19,0%               | 21,6%                      | 18,2%               | 18,9%                      |
| 143      | 11 dicembre 2013     | 19,9%               | 21,6%                      | 19,7%               | 20,1%                      |
| 144      | 12 dicembre 2013     | 19,8%               | 22,1%                      | 18,6%               | 19,4%                      |
| 145      | 13 dicembre 2013     | 19,6%               | 20,6%                      | 18,2%               | 19,3%                      |
| 146      | 16 dicembre 2013     | 19,9%               | 22,3%                      | 18,6%               | 19,3%                      |
| 147      | 17 dicembre 2013     | 20,2%               | 21,6%                      | 18,1%               | 18,2%                      |
| 148      | 18 dicembre 2013     | 18,6%               | 21,0%                      | 18,5%               | 18,7%                      |
| 149      | 19 dicembre 2013     | 20,5%               | 22,4%                      | 20,0%               | 20,5%                      |
| 150      | 20 dicembre 2013     | 19,9%               | 21,1%                      | 20,2%               | 20,0%                      |

## Colonna sonora
1. I Like, I Like (좋아좋아) – Beige
2. Be With Me (내 곁에 있어줘) – Cocoon Bells
3. Princess Aurora (오로라공주) – Oh Seung-yeon
4. Don't Look Back (돌아보지마) – Choi Young
5. A Star (별) – Kim Chae-hee
6. Tears (눈물이나) – K. Rim
7. I Want to Live (살고 싶어) – Oh Chang-seok e Seo Ha-joon
8. Once Again – Choi Wanhee
9. Sorrow – Choi Wan-hee

## Riconoscimenti
| Anno | Premio             | Categoria                    | Ricevente       | Risultato       |
| ---- | ------------------ | ---------------------------- | --------------- | --------------- |
| 2013 | APAN Star Awards   | Best New Actor               | Oh Chang-seok   | Candidato/a     |
| 2013 | MBC Drama Awards   | Drama of the Year            | Oh Ro-ra gongju | Candidato/a     |
| 2013 | MBC Drama Awards   | Golden Acting Award, Actress | Kim Bo-yeon     | Vincitore/trice |
| 2013 | MBC Drama Awards   | Golden Acting Award, Actress | Park Hae-mi     | Candidato/a     |
| 2013 | MBC Drama Awards   | Best New Actor               | Oh Chang-seok   | Vincitore/trice |
| 2013 | MBC Drama Awards   | Best New Actress             | Jeon So-min     | Vincitore/trice |
| 2014 | Korea Drama Awards | Excellence Award, Actress    | Jeon So-min     | Candidato/a     |

## Distribuzioni internazionali
| Paese    | Canale/i                   | Prima TV                       | Titolo adottato                    |
| -------- | -------------------------- | ------------------------------ | ---------------------------------- |
| Taiwan   | East Drama Desk            | 25 novembre 2013-11 marzo 2014 | 歐若拉公主 (La principessa Aurora) |
| Birmania | SKYNET International Drama | 25 febbraio-24 luglio 2014     | 歐若拉公主 (La principessa Aurora) |